# Elacatinus chancei
Elacatinus chancei és una espècie de peix de la família dels gòbids i de l'ordre dels perciformes.

## Morfologia
Els mascles poden assolir els 5 cm de longitud total.

## Distribució geogràfica
Es troba des de les Bahames i les Antilles fins al nord de Veneçuela.